# Nokia 103
Nokia 103 – telefon firmy Nokia z monochromatycznym wyświetlaczem, wydany w kwietniu 2012 roku.

## Ogólne[1]
System GSM: 900, 1800
- Wymiary: 107,2 x 45,1 x 15,3 mm
- Waga: 76,6 grama
- Bateria: litowo-jonowa (Li-Ion)
  - 800 mAh

## Czasy[1]
- Czuwania: 648 godzin
- Rozmów: 11 godzin

## Wyświetlacz[1]
- Monochromatyczny
- 96 x 68

## Komunikacja[1]
- SMS
  - Słownik T9
  - 250 pozycji
- Smart Messaging
- Radio
- Latarka

## Inne[1]
- Alarm wibracyjny
- 500 kontaktów
- Dzwonki polifoniczne